# Усажув
Усажув (пол. Usarzów) — село в Польщі, у гміні Ліпник Опатовського повіту Свентокшиського воєводства.
Населення — 325 осіб (2011).
У 1975-1998 роках село належало до Тарнобжезького воєводства.

## Демографія
Демографічна структура на день 31 березня 2011 року:
|          | Загалом | Допрацездатний вік | Працездатний вік | Постпрацездатний вік |
| -------- | ------- | ------------------ | ---------------- | -------------------- |
| Чоловіки | 158     | 38                 | 113              | 7                    |
| Жінки    | 167     | 32                 | 96               | 39                   |
| Разом    | 325     | 70                 | 209              | 46                   |